# Pitouí rovellat
El pitouí rovellat (Pseudorectes ferrugineus) és un ocell de la família dels paquicefàlids (Pachycephalidae).

## Hàbitat i distribució
Habita els boscos de les illes Aru, Waigeo, Batanta, Salawati, Misool, Yapen i Nova Guinea.